# Æhsær e Æhsærtæg
Nella mitologia osseta, Æhsær e Æhsærtæg sono i mitici figli gemelli di Uærhæg.

## Nascita dei gemelli
Quando Uærhæg, decano dei Narti ebbe due figli, per propiziare la vita dei nascituri fece un banchetto invitando il fabbro Kurdalægon, il genio Donbettyr e Boræ. Il fabbro celeste diede ai due bambini i nomi di Æhsær ("Valoroso") e Æhsærtæg ("Più valoroso del fratello"), donando al padre un flauto di acciaio da lui stesso fabbricato, capace di cantare da solo.
Le mitologialeggende narrano che i due fratelli crebbero molto rapidamente, sicché in giovanissima età, muniti di archi e frecce, tiravano ai volatili con grande precisione, tanto che si diffuse la notizia del valore dei due ragazzi figli di Uærhæg.

## La guardia al frutteto dei Narti
Nel frutteto dei Narti, cresceva un melo che produceva un unico frutto miracoloso che ogni notte veniva rubato, nonostante la guardia montata dai Narti. Al loro turno di guardia i due gemelli furono ammoniti dal padre per spronarli alla massima attenzione: i due montarono la guardia di notte e mentre Æhsær dormiva, il fratello vide giungere tre colombe, con la freccia ne colpì una e tutti e tre i volatili fuggirono lasciando una scia di macchie di sangue. I due fratelli inseguirono le colombe fino in riva al mare dove Æhsærtæg si tuffò sul fondo per continuare la ricerca.
Qui Æhsærtæg giunse alla casa di Donbettyr, dove sedevano sette fratelli e due bellissime sorelle. Qui, da sconosciuto, gli fu rivelato che le sorelle, in tutto tre, erano solite trasformarsi in colombe ed andare a rubare la mela d'oro dei Narti. Al giovane fu mostrata nella stanza accanto la terza sorella, Dzerassæ che si lamentava per le ferite. L'unica soluzione era soffiarle addosso le gocce del suo stesso sangue perso per la ferita.
Æhsærtæg rivelò la sua identità e si offrì di curarla, lei guarì ed i due convolarono a nozze con una festa lunga nove giorni e nove notti, rimanendo poi a vivere in fondo al mare per intere settimane, fino a che Æhsærtæg si ricordò del fratello ed i due sposi decisero di tornare sulla terraferma. Æhsar accorgendosi del mare schiumoso capì che il fratello stava tornando e corse a cacciare selvaggina per onorare il ritorno, i due sposi giunti sulla riva trovarono la capanna di Æhsar ed il fratello appena tornato andò a cercarlo. Qui si compie l'equivoco della storia per la somiglianza tra i due fratelli: Æhsar tornò dalla caccia e venne scambiato da Dzerassæ per il proprio marito, Æhsar resosi conto di essere di fronte alla moglie del fratello non profferì parola ma usò discrezione evitando di approfittare dell'equivoco. Dzerassæ invece, non sapendo dello scambio, si offese per questa distanza. 

## La morte dei due gemelli
Æhsærtæg, tornato con un cervo, vide la moglie offesa e pensò che il fratello le avesse fatto violenza, accecato dalla rabbia lo uccise con un pugnale, ma capito l'errore compiutò non sopportò l'onta e si lasciò cadere sul suo stesso pugnale. Dzerassæ si disperò lungamente finché non giunse su un cavallo a tre zampe Uastyrdji a cui la vedova spiegò l'accaduto e chiese di eseguire la sepoltura dei due fratelli. La vedova non attese che Uastyrdji tornasse dalla fonte in cui si era andato a lavare e tornò nella sua casa sottomarina tra le maledizioni di quest'ultimo che le predisse un futuro incontro nel paese dei morti.